# Zénith de Nancy
Le Zénith de Nancy est la plus grande des salles de spectacles de l'agglomération nancéienne. Ce Zénith, conçu par l'architecte Denis Sloan et inauguré en 1993, peut accueillir jusqu'à 25 000 spectateurs. Il est situé rue du Zénith à Maxéville, au nord-ouest de Nancy, à proximité de la forêt de Haye. C'est le premier équipement du genre à proposer une scène réversible, à ciel ouvert, en Europe.

## Description du site

Logo du Zénith de Nancy jusqu'au 1er janvier 2009.

Le site totalise une superficie de 92 700 m² et il est le premier équipement du genre à proposer une scène réversible.
Il se compose :
- d'une salle couverte d'une superficie de 7 700 m² et d'une capacité de 8 000 places.
- d'un amphithéâtre en plein air, utilisé pour les concerts géants (notamment le Festival international du chant choral), d'une capacité totale de 25 000 places dont 18 000 places assises dans les gradins et 7 000 places debout en parterre[2].

Le Zénith de Nancy est également équipé d'un parc de stationnement pouvant accueillir 2 500 véhicules sur 72 000 m², dont 4 500 sont réservés aux équipes techniques.
Le Zénith de Nancy est non seulement utilisé pour des spectacles (concerts, comédies musicales, one-man-shows, ballets, représentations sportives, défilés de mode), mais aussi pour des salons, des événements organisés par des entreprises, des meetings politiques, etc.
Le Zénith de Nancy a accueilli 50 spectacles en 2001, pour un total de 127 000 entrées . Depuis 1993, le Zénith de Nancy a reçu plus d'un million de spectateurs.[réf. nécessaire]

## Dessertes
Le Zénith de Nancy est desservi :
- par l'autoroute A31 ;
- par deux navettes de bus gérées par le réseau Stan, et mises en place spécialement à chaque spectacle pour l'aller et le retour. Ces navettes partent respectivement d'Essey et de Vandœuvre, et passent toutes deux par le centre-ville de Nancy[4].

## Historique
Le 29 juin 1996 le Zenith de Nancy accueillit dans son amphithéâtre extérieur le groupe AC/DC pour un concert devant environ 25.000 spectateurs.
Le Zénith de Nancy a été aménagé dans une ancienne carrière qui était exploitée par la société Solvay jusqu'en 1984.
Groupes et chanteurs internationaux qui se sont produits au Zénith nancéien : AC/DC, Elton John, Supertramp, Tina Turner, The Cranberries, Sting, Depeche Mode, Rammstein, System Of A Down, Carlos Santana, Deep Purple, Gun's and Roses, Iron Maiden, Johnny Hallyday, Scorpions, Placebo, Ray Charles, Garou, Indochine, JJ Goldman, Texas, Chuck Berry, Phil Collins, Joe Cocker, David Guetta, Joan Baez, Jean-Louis Aubert, Cali, Hubert-Félix Thiéfaine, Bénabar, Lenny Kravitz, Status Quo, Iggy Pop, Slipknot, Muse ou encore Maneskin
.

## Projets
Il est prévu que la capacité de la salle couverte soit portée de 6 000 à 8000 places indoor et 25 000 dans l'amphithéâtre extérieur, et que l'accessibilité aux personnes handicapées soit améliorée.